# Géographie de la Côte d'Ivoire
La Géographie de la Côte d'Ivoire consiste en l’étude du territoire de la république de Côte d'Ivoire, pays côtier de l'Afrique de l'Ouest situé dans l'hémisphère nord entre le tropique du cancer et l'Équateur. Le pays s'étend sur 322 462 km2 pour une population qui se chiffre en 2021 à 29 389 150 habitants. Il est limité au sud-ouest par le Liberia, à l'ouest-nord-ouest par la Guinée, au nord-nord-ouest par le Mali, au nord-est par le Burkina Faso, à l’est par le Ghana, et est ouvert au sud sur le golfe de Guinée (océan Atlantique). Yamoussoukro, ville située au centre du pays, a été choisie par le premier Président Félix Houphouet Boigny comme capitale de la Côte d'Ivoire depuis 1983. Cependant la capitale économique  Abidjan  demeure la principale ville du pays. La langue officielle  est le français et la monnaie le Franc CFA Ouest Africain (XOF). Le fuseau horaire du pays est GMT + 0.

## Situation
La Côte-d'Ivoire est un pays d'Afrique de l'Ouest, situé sur les rives du golfe de Guinée. Il est bordé au nord par le Mali et le Burkina Faso ; à l'ouest par le Libéria et la Guinée, à l'est par le Ghana et au sud par l'océan atlantique,.

Entre 4° et 10° de latitude Nord, le territoire est distant de l'Équateur d'environ 400 km sur ses marges méridionales, et du Tropique du Cancer d'environ 1400 km sur ses frontières septentrionales.

## Limites

### Limites terrestres
Le pays partage au total 3110 km de frontières communes avec 5 pays: 
- le Liberia : 716 km
- la Guinée : 610 km
- Le Mali : 532 km
- le Burkina Faso : 584 km
- le Ghana : 668 km

### Le golfe de Guinée
Littoral long de 515 km
4 460 km2 de mers

### Altitude
Le Mont Nimba culmine à 1753 m d'altitude.

## Topographie / Relief
La Côte d'Ivoire présente globalement un relief relativement plat et peu accidenté, constitué de plaines et de plateaux, à l'exception de la région ouest du pays, qui présente un relief montagneux.
Au sud, le long du golfe de Guinée, le littoral est constitué d'une bande de sable et de lagunes dans sa partie est, et de falaises dans sa partie ouest.
Dans la partie supérieure de la côte, on trouve une vaste plaine suivie d'une région de bas plateaux (altitudes inférieures à 350 m).
Au centre on rencontre les moyens plateaux puis les hauts plateaux (altitudes pouvant atteindre 900 m) et les montagnes au centre Ouest. Le centre-Ouest (de Man à Daloa) abrite la principale chaîne montagneuse du pays, le massif de Man, et son point culminant le Mont Nimba (1752 m). 
Au Nord-Ouest (région d'Odienné...) le relief est dominé par de petites collines ne dépassant pas 400 m.

## Végétation
Le pays est séparé en deux zones de végétation. Du Nord au Sud, on passe de la savane arborée à une forêt équatoriale de plus en plus dense au sud.
La limite qui sépare ces deux zones est constituée d'une ligne qui part de Man à l'Ouest, redescend dans la région de Yamoussoukro et remonte  à l'Est aux environs de Bondoukou.
La partie Nord est couverte de savanes composées de grands espaces d'herbage et d'arbres clairsemés. Seules les zones en périphéries de cours d'eau présentent une végétation plus riche. On y retrouve de vastes étendus de Tecks et de manguiers mais aussi d'arbres à karité et de fromagers. Les principales plantations sont les champs de mil, de sorgho, de millet, de riz, de coton ainsi que des maraîchers de tomates et de légumes.
Dans le centre, on retrouve la forêt claire ou savane boisée, mais celle-ci tend à laisser la place à de vastes plantations de café et de cacao.
Dans la partie Sud, la végétation de base est constituée de forêts denses, subdivisées en forêts mésophiles et hygrophiles qui occupent à l'origine un tiers du territoire du Sud à l'Ouest. Depuis l’époque coloniale, les forêts denses ont connu une importante réduction du fait de l'activité humaine(exploitation forestière excessive, plantations arbustives…). En dehors de certaines zones protégées telles que les parcs nationaux (parc national du Banco), la forêt primaire a pratiquement disparu. En 2007, la patrimoine forestier ivoirien est estimé à  3 401 146 hectares en 2015 contre plus du double en 1986 .
Le littoral est bordé de cocotiers et de rôniers. on y retrouve aussi de petites mangroves. Les cultures prépondérantes dans le sud des celles d'ananas, de bananes, d'hévéas, de cacao et de café, ainsi que des cocotiers.

## Hydrographie

### Bassins versants et cours d'eau
- Principaux lacs : Ayame, Kossou, Buyo
- Principaux fleuves : Le Cavally, Le Sassandra, Le Bandama, La Comoé

### Bilan hydrique du pays
D'après Aquastat, la hauteur d'eau annuelle moyenne des précipitations en Côte d'Ivoire est de 1 348 mm, soit pour une superficie de 322 460 kilomètres carrés, un volume de précipitations annuelles de 434,68 kilomètres cubes que l'on peut arrondir à 434,7 (France métropolitaine 477,98 km3 pour une superficie supérieure de 75 %).
De ce volume précipité, l'évapo-transpiration et les infiltrations consomment quelque 360,7 km3. Restent 74 kilomètres cubes de ressources d'eau superficielle produites sur le territoire du pays (en interne). De plus une quantité renouvelable de 2,84 kilomètres cubes d'eau souterraine est produite chaque année, en interne également.
À ces ressources de 76,84 km3 produites en interne, il faut ajouter 4,3 kilomètres cubes d'eau produits à l'étranger et qui font partie des ressources utilisables du pays, une fois la frontière franchie. Il s'agit d'une part des débits apportés de Guinée, du Ghana et du Burkina Faso par une série de cours d'eau mineurs (à raison de 1,3 km3), et d'autre part de la moitié du débit de la Volta Noire, grosse rivière faisant partiellement frontière avec le Ghana, et ce à raison de 3 kilomètres cubes environ.
Compte tenu de ces apports, les ressources totales en eau du pays se montent annuellement à quelque 81,14 kilomètres cubes (81,14 milliards de m3), soit pour une population estimée à 20,1 millions d'habitants en juillet 2007, plus de 4 000 m3 d'eau par habitant, ce qui est satisfaisant. À titre de comparaison, l'Allemagne ne dispose que d'un peu plus de 1 850 m3 d'eau par habitant, et la France métropolitaine de plus ou moins 3 300 m3 annuellement.
Il faut ajouter qu'une quantité d'eau de 12,2 km3 quitte annuellement le territoire de la Côte d'Ivoire, à destination de ses voisins : vers le Ghana (il s'agit du bassin de la Volta Noire) et vers le Mali (bassins du Bani et du Bagoé).

## Climat
La Côte d'Ivoire est la zone de transition entre le climat équatorial humide et le climat tropical semi-aride. Ainsi, le pays peut être divisé en deux zones principales: le nord et le sud. On distingue quatre types de climats en Côte d'ivoire selon les pluviométries qui sont :
- le climat attiéen:au sud
- le climat baouléen: au centre
- le climat sud-soudanien: au nord
- le climat de montagne: à l'ouest

Le sud est très humide car toute l'année il est frappé par les brises de mer chaudes et humides, il connait alors 3 grandes saisons qui sont :

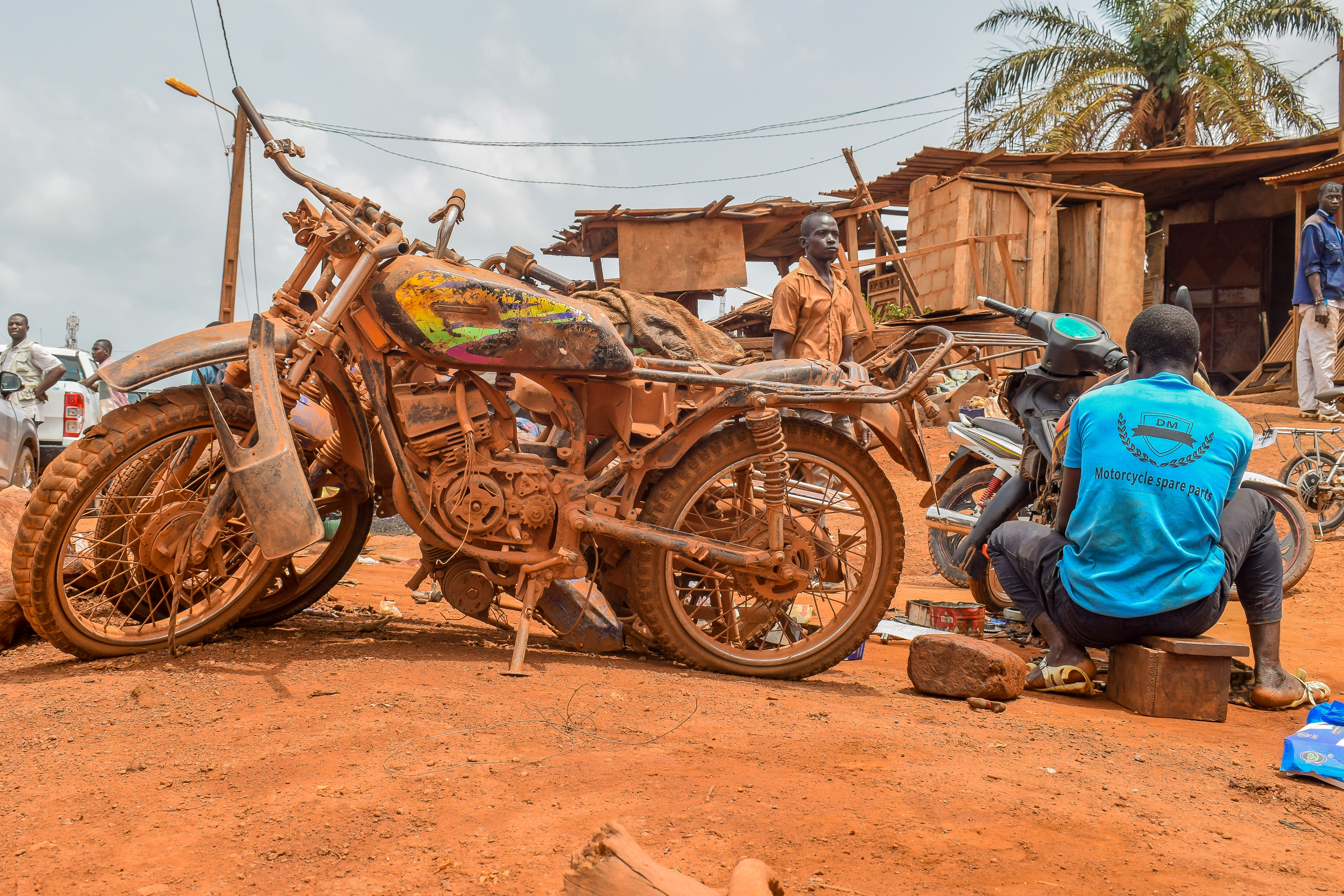
Route poussiéreuse (février 2020).

- D'avril à mi-juillet, des vents humides proviennent de l'océan, frappent sur le sud et provoquent une grande saison des pluies.
- De mi-juillet à novembre, on constate un ciel ouvert et un beau temps avec une petite saison sèche ponctuée de quelques petites précipitations.
- De décembre à mars vient le temps de l'harmattan, porteur d'une grande saison sèche.

Tandis que le nord est plus sec avec un manque de pluie surtout d'octobre à mai, mais certaines années se produisent de grandes saisons de pluies de juin à septembre[réf. incomplète].
Les températures oscillent autour de 28° en moyenne.
On distingue deux grandes zones climatiques en Côte-d'Ivoire :
- Le climat équatorial humide, sur la côte.
- Le climat tropical de savane, qui peut être humide ou sec selon les régions.

La petite saison sèche a lieu en août et septembre, tandis que les pluies tombent en deux périodes: la grande saison de mai à juillet et la petite saison de d'octobre à novembre.

## Territoires

### Le nord
Le nord de la Côte d'Ivoire, frontalier du Mali et du Burkina Faso, est principalement constitué de vastes savanes et son climat est de type climat soudanais. Ses villes principales sont Korhogo, Ferkessédougou, Boundiali, Odienné et Tingréla.

### Le sud
La région du Bas-Sassandra se situe dans le sud-ouest de la Côte d'Ivoire. Sa préfecture est San-Pédro ; l'autre ville importante est Sassandra. Cette région abrite les plus belles plages du pays. Contrairement à l'est du pays et à Abidjan, la « barre » n'existe pas, fait unique dans le golfe de Guinée, ce qui autorise la baignade sans danger.
La région du Haut-Sassandra se situe plus au nord et s'articule autour des villes de Gagnoa, Daloa et Issia. Elle constitue ce qu'on a coutume d'appeler la boucle du cacao.

### L'est
L'est de la Côte d'Ivoire, frontalier du Ghana, comporte en particulier le Parc national de la Comoé où se sont réfugiés les troupeaux d'éléphants.

### L'ouest
L'ouest de la Côte d'Ivoire, frontalier du Liberia et de la Guinée, comporte les plus hauts massifs montagneux du pays, notamment le Mont Tonkpi et le Mont Nimba.

## Urbanisation

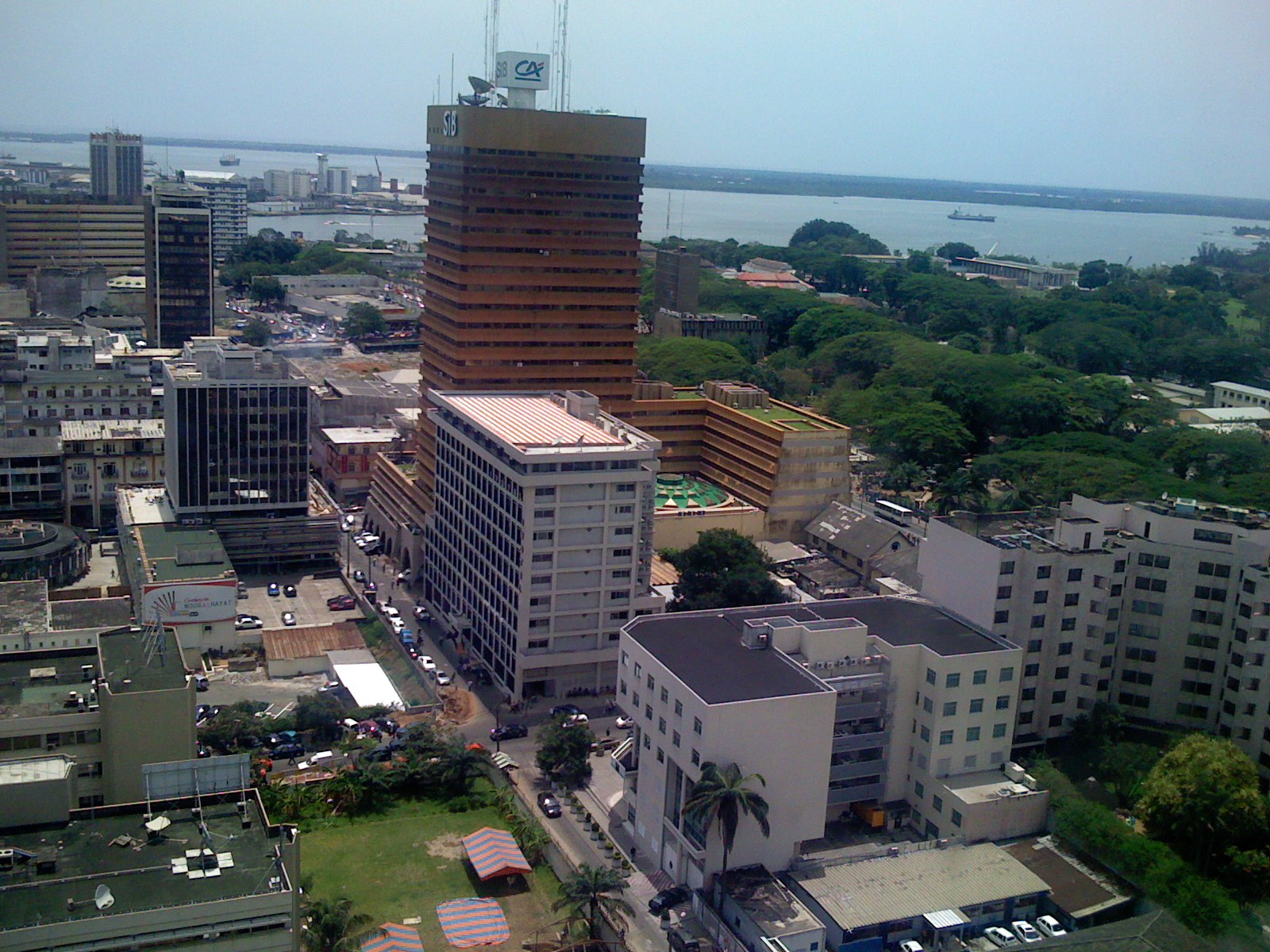
Vue aérienne d'Abidjan.

Abidjan, Bouaké, Daloa, Man, Danané, Korhogo, Gagnoa, San-Pédro...

## Transports

### Routes
Le réseau routier de la Côte d'Ivoire a connu une évolution significative au cours des deux dernières décennies, marquée par des efforts soutenus pour améliorer la connectivité, moderniser les infrastructures et soutenir la croissance économique.
1. Étendue et Structure du Réseau
La Côte d'Ivoire dispose d'un réseau routier d'environ 82 000 km, comprenant des routes nationales, régionales et des pistes rurales. Ce réseau est un élément clé pour l'économie ivoirienne, reliant les grandes villes comme Abidjan, Bouaké, Yamoussoukro, et San Pedro, tout en assurant l’accès aux pays voisins comme le Mali, le Burkina Faso, et le Ghana.
2. État et Modernisation des Infrastructures
Au début des années 2000, le réseau routier ivoirien présentait des signes de dégradation en raison d'un manque d'entretien, mais la situation a commencé à s'améliorer depuis 2011. Après la crise post-électorale, le gouvernement ivoirien a lancé des programmes ambitieux pour réhabiliter et moderniser les routes avec des financements provenant de la Banque africaine de développement, de la Banque mondiale et d'autres partenaires internationaux.
3. Grands Projets et Réalisations
Autoroute Abidjan-Yamoussoukro : Cette autoroute, qui relie les deux plus grandes villes du pays, a été achevée pour faciliter les déplacements et le transport des marchandises vers le centre et le nord du pays.
Autoroute Abidjan-Bassam et Abidjan-San Pedro : La modernisation de cette route est cruciale pour le transport vers le port de San Pedro, un pôle important pour les exportations de cacao, de bois et de minerais.
4. Programmes de Désenclavement Rural
Le Programme d'Entretien Routier (PER) a permis de réhabiliter de nombreuses pistes rurales, facilitant ainsi l’accès aux marchés pour les producteurs agricoles. Des efforts pour renforcer les routes en zones rurales ont également contribué à améliorer la connectivité pour les zones enclavées.
5. Défis Restants
Entretien : Le besoin d'un entretien régulier reste un défi pour garantir la durabilité des infrastructures. Le gouvernement travaille à instituer des partenariats public-privé pour assurer une gestion durable des routes.
Trafic croissant : La croissance rapide des zones urbaines a entraîné une augmentation du trafic, surtout à Abidjan. Des initiatives sont en cours pour moderniser les infrastructures urbaines et réduire les embouteillages.
L'évolution du réseau routier ivoirien a ainsi été marquée par des avancées significatives, en réponse aux besoins d'une économie en pleine croissance et d'une population urbaine en expansion.

### Ports
Port autonome d'Abidjan
Port autonome de sans pedro

### Voies ferrées
La voie ferrée unique est la ligne d'Abidjan à Ouagadougou, en cours de réhabilitation. Elle est concédée à Sitarail.

## Protection de la nature

Parcs naturels en Côte d'Ivoire.